# صرخة فيلهلم
صرخة فيلهلم هي نوع من المؤثرات مستخدم بكثرة في الأفلام والتلفزيون، وكان قد استعمل لأول مرة في فيلم طبول بعيدة عام 1951، وازدادت شهرته عندما استخدمت في سلسلة حرب النجوم والعديد من الأفلام الناجحة الأخرى وغيرها من برامج التلفزيون وألعاب الفيديو، والصرخة في العادة تصدر من شخص يقع نحو حتفه من مكان عالي.
صرخة فيلهلم أصبحت مشهورة جدا كإحدى الأفكار الصوتية السينمائية المكررة، ويقال أنها استخدمت في أكثر من 140 فيلما وكان قد استخدم في كل حلقة في برايمفال وبشكل آخر في كل حلقة من ميدلمان

## تاريخ
ترجع الصرخة إلى مجموعة من المؤثرات الصوتية التي استخدمت في فيلم طبول بعيدة عام 1951، وفي لقطة من الفيلم يجول الجنود في مستنقع في الإفرغلايدس وأحدهم يعضه تمساح ويجره تحت الماء، والصرخة من تلك اللقطة سجلت لاحقاً وأضيفت لخمس لقطات أخرى، منها ما احتوى على هجوم للهنود.
تم إحياء صرخة فيلهلم من خلال مصمم المؤثرات الصوتية بين بورت الذي اكتشف التسجيل الأصلي (والموجودة في الأستوديو وعليها ملصق "الرجل الذي يأكله التمساح") ووضعها في لقطة من فيلم حرب النجوم 4: أمل جديد حيث يقوم لوك سكايووكر بإطلاق النار على أحد الجنود فيقع هذا الجندي ويصرخ، وسمى بورت الصرخة على الجندي ويلهلم وهو جندي صرخ نفس الصرخة في فيلم الهجوم على نهر فيذر عام 1953. وبدأ بورت بوضع هذه الصرخة في الأفلام التي عمل بها وأغلبها مع جورج لوكاس وستيفن سبيلبرغ، وتبنى مهندسون صوتيون هذا النظام أيضا وأصبح تقليدا بين مجتمع مهندسي الصوت.
بالرغم من أن هوية الشخص الذي سجل الصرخة (أو بشكل أصح السلسلة كلها) غير معروفة، فقد اكتشف بورت السجلات التي ترى أن الصرخة ربما سجلها الممثل والمغني شيب وولي، واكتشف بورت ملفا عند وارنر براذرز تحتوي على تقرير من محقق نص فيلم طبول بعيدة، وضمن التقرير قائمة بأسماء الممثلين الذين عندهم مواعيد ليأتوا ويمثلوا عدة جمل من الحوار في أدوار عديدة من الفيلم، وبد مراجعة أسماء الممثلين والاستماع لأصواتهم، حدد بورت صاحب الصوت بأن شيب وولي هو أقرب احتمال من غيره. وكان قد مثل وولي في دور المجند جيسوب في فيلم طبول بعيدة وكان غير مسجل، وكان أحد الممثلين القلائل الذين اجتمعوا ليقوموا بتأدية عدة عناصر صوتية في الفيلم، ومنها الصرخة للرجل الذي عضه التمساح.